# Lepidiolamprologus nkambae
Lepidiolamprologus nkambae е вид лъчеперка от семейство Цихлиди (Cichlidae).

## Разпространение
Видът е ендемичен за езерото Танганика в Централна Африка.